# Dave Tipton
David Lance Tipton (Hollister, 23 aprile 1949) è un ex giocatore di football americano statunitense che ha giocato nel ruolo di defensive end per sei stagioni nella National Football League (NFL). Fu scelto nel corso del quarto giro (96º assoluto) del Draft NFL 1971 dai New York Giants. Al college ha giocato a football alla Stanford University dove ha vinto un titolo nazionale.

## Carriera professionistica
Tipton fu scelto nel corso del quarto giro del Draft NFL 1971 dai New York con cui disputò tre stagioni e 25 partite. Nel 1974 passò ai San Diego Chargers dove disputò altre 25 partite complessive. Nel 1976, Dave si unì alla neonata franchigia dei Seattle Seahawks con cui in quell'annata disputò le ultime 12 gare della carriera da professionista. In seguito divenne assistente allenatore dei suoi Stanford Cardinal dal 1992 al 2006. Attualmente, Tipton insegna storia alla St. Mary's High School a Stockton (California) dove è anche l'allenatore della linea difensiva della formazione scolastica.

## Vittorie e premi
Nessuno

## Statistiche
| Partite totali | 62 |